# Хаунеталь
Хаунеталь (нем. Haunetal) — община в Германии, в земле Гессен. Подчиняется административному округу Кассель. Входит в состав района Херсфельд-Ротенбург.  Население составляет 3048 человек (на 31 декабря 2010 года). Занимает площадь 54,91 км².
Община подразделяется на 15 сельских округов.